# Friedrich-Wilhelm Kolkmann
Friedrich-Wilhelm Kolkmann (* 30. August 1936 in Oberhausen-Sterkrade) ist ein deutscher Mediziner (Pathologie) und ärztlicher Standespolitiker
Kolkmann war der Sohn eines Superintendenten und studierte nach dem Abitur 1956 in Oberhausen zunächst ebenfalls Theologie in Wuppertal und Göttingen, bevor er sich dem Medizinstudium in Göttingen und Kiel zuwandte. 1963 wurde er bei dem Neuropathologen Günter Ule in Kiel promoviert mit einer Dissertation über Ultrastruktur-Untersuchung des Gehirns der Ratte nach experimentellem Hirnödem. Danach war er Medizinalassistent in Oberhausen, erhielt 1965 die Approbation und war 1966 bis 1970 in der Facharztausbildung für Pathologie am Institut für Pathologie in Heidelberg (unter Wilhelm Doerr und Günter Ule). Er habilitierte sich mit einer Arbeit über spongiöse Dystrophien bei Kleinkindern und wurde Facharzt für Pathologie. 1973 bis 1991 war er Chefarzt für Pathologie am Kreiskrankenhaus Nürtingen und leitete ab 1992 bis zu seinem Ruhestand 2003 eine Gemeinschaftspraxis für Histologie und Zytologie, hervorgegangen aus dem Institut für Pathologie des Kreiskrankenhauses Nürtingen und nunmehr Dienstleister für mehrere Krankenhäuser und niedergelassene Ärzte der Region (Landkreis Esslingen). 1974 wurde er außerplanmäßiger Professor.
Er war ab 1968 im Marburger Bund und sechs Jahre lang einer der beiden Landesvorsitzenden in Baden-Württemberg. 1991 bis 2003 war er Präsident der Landesärztekammer Baden-Württemberg und danach deren Ehrenpräsident. Er engagierte sich besonders in der Qualitätssicherung und stand dem entsprechenden Gremium der Bundesärztekammer vor. Unter anderem setzte er sich für mehr Autopsien ein als Mitautor einer Studie der Bundesärztekammer 2005 und trat für Qualitätssicherung innerhalb der ärztlichen Selbstverwaltung ein. Er war Mitglied der Arbeitsgruppe zur Qualitätssicherung in der Transplantationsmedizin der Bundesärztekammer, deren Richtlinien 2001 erschienen.

## Auszeichnungen
- Paracelsus-Medaille, 2016
- Hans-Neuffer-Plakette 2007
- Friedrich-Schiller-Medaille des Hartmannbundes Baden-Württemberg, 2003
- Verdienstorden der Bundesrepublik Deutschland am Bande, 2001

## Schriften
- mit G. Ule: Pathologische Anatomie des Hirngefäßsystems, in Heinz Gänshirt (Hrsg.), Der Hirnkreislauf, Thieme, 1972
- mit Wilhelm Doerr, Jürgen Gärtner, Ernst Müller (Herausgeber): Organpathologie in drei Bänden, Band 3: Bewegungsapparat, Nervensystem, Haut, Sinnesorgane, Thieme 1974
- mit Ingrid Seyfarth-Metzger und anderen: Leitfaden Qualitätsmanagement im Deutschen Krankenhaus, Zuckschwerdt-Verlag 1998
- mit Regina Kunz, Günter Ollenschläger, Heiner Raspe, Günther Jonitz: Lehrbuch Evidenzbasierte Medizin in Klinik und Praxis, Schriftenreihe Hans Neuffer-Stiftung, Deutscher Ärzte-Verlag, Köln 2000
- mit G. Ule: Zur Ultrastruktur des perifokalen und histotoxischen Hirnödems bei der Ratte I: Untersuchung an der Groß- und Kleinhirnrinde, Acta Neuropath., Band 1, 1962, S. 519